# Stadion kraj Bistrice
Le Stadion kraj Bistrice (en monténégrin : Стадион крај Бистрице), également connu sous le nom de Stadion Gradski Nikšić, est un stade de football situé à Nikšić, au Monténégro.
Il a été inauguré en 1982 et a une capacité de 10 800 places.
Il est le stade du club de Sutjeska Nikšić.